# Jorge Américo Spedaletti
Jorge Américo Ramón Spedaletti González (* 24. September 1947 in Rosario; † 10. Juni 2022 in Santiago de Chile) war ein argentinisch-chilenischer Fußballspieler und -trainer. Der Stürmer spielte fünfmal für die chilenische Nationalmannschaft und kam mit Unión Española 1975 ins Finale der Copa Libertadores.

## Karriere

### Verein
Jorge Spedaletti debütierte im September 1965 bei Gimnasia, bei denen er bis 1968 blieb. Nach einer kurzen Station bei CD Godoy Cruz kam er nach Chile, wo er für Universidad de Chile spielte. Dort erlebte der Stürmer eine erfolgreiche Zeit und gewann die Meisterschaft 1969. 1974 wechselte Spedaletti zu Unión Española unter Trainer Luis Santibáñez, die zu einem der besten Teams des Landes gehörten. 1975 wurde er mit Unión Española Meister und erreichte das Finale der Copa Libertadores 1975. Dort verloren die Chilenen gegen den argentinischen Klub und Rekordsieger CA Independiente im Entscheidungsspiel mit 0:2. Zur Saison 1976 wechselte Spedaletti zu Everton und gewann seine dritte chilenische Meisterschaft im Finale gegen seinen Ex-Klub Unión Española. Danach verbrachte er seine letzten Jahre bei verschiedenen Klubs, unter anderem kehrte er zu UdC und Everton zurück. 1982 wechselte Spedaletti in die zweite Liga und beendete bei Deportes Antofagasta seine Karriere im Alter von 33 Jahren.

### Nationalmannschaft
Jorge Spedaletti wurde in Argentinien geboren und nahm später die chilenische Staatsbürgerschaft an. Er debütierte für Chile bei der Copa América 1975 beim 1:1-Unentschieden gegen Peru, als er von Trainer Pedro Morales Torres in der 77. Spielminute für Julio Crisosto eingewechselt wurde. Spedaletti kam für La Roja in allen vier Turnierpartien zum Einsatz, jedoch schied sein Team nach der Gruppenphase hinter Peru aus. Das letzte Länderspiel absolvierte Spedaletti im März 1977 bei der Qualifikation zur Weltmeisterschaft 1978 gegen Peru.

### Trainer
Jorge Spedaletti war ab 1990 Co-Trainer bei Deportes Concepción, dem CD Cobreloa und dem CD Palestino. Von 1993 bis 1998 arbeitete er als Jugendtrainer bei Unión Española und übernahm 1996 das Traineramt des Profiteams interimsweise. Er kehrte 2001 nach Argentinien zurück und arbeitete beim Viertligisten Cristo Salva, mit denen er als Vizemeister den Aufstieg feierte.

## Nach der Karriere
Nach seiner Karriere in den 1980er Jahren arbeitete Spedaletti als Taxifahrer in Argentinien. Am 6. Oktober 2002 stürzte er aus dem dritten Stock seines Wohnhauses in Santiago, nachdem er seine Schlüssel vergessen hatte und über eine Nachbarwohnung in seine eigene steigen wollte. Seine Ex-Klubs Universidad de Chile und Unión Española vereinbarten ein Freundschaftsspiel, um Geld für seine Behandlung zu sammeln. Im November desselben Jahres konnte Spedaletti das Krankenhaus wieder verlassen. Im Juni 2022 verstarb Spedaletti im Alter von 74 Jahren.

## Erfolge
Universidad de Chile
- Chilenischer Meister: 1969
- Copa Francisco Candelori: 1969

Unión Española
- Chilenischer Meister: 1975

Everton
- Chilenischer Meister: 1976